# 458 p.n.e.
| [ Edytuj tabelę ] |                                                                            |
| Władca Chin       | - 469 p.n.e. Zhendingwang 441 p.n.e.                                       |
| Król Epiru        | - 480 p.n.e. Admetos 450 p.n.e.                                            |
| Król Kartaginy    | - 480 p.n.e. Hannon 440 p.n.e.                                             |
| Król Macedonii    | - 498 p.n.e. Aleksander I 454 p.n.e.                                       |
| Władca Persji     | - 465 p.n.e. Artakserkses I 424 p.n.e.                                     |
| Dyktator Rzymu    | - 458 p.n.e. Cyncynat 458 p.n.e.                                           |
| Król Sparty       | - 459 p.n.e. Plejstoanaks 409 p.n.e. - 469 p.n.e. Archidamos II 427 p.n.e. |
| Król Syngalezów   | - 474 p.n.e. Abhaya 454 p.n.e.                                             |
| Król Tracji       | - 480 p.n.e. Teres I 445 p.n.e.                                            |

Rok 458 p.n.e.
stulecia: VI wiek p.n.e. ~
V wiek p.n.e. ~
IV wiek p.n.e.

lata: 468 p.n.e. «
462 p.n.e. «
461 p.n.e. «
460 p.n.e. «
459 p.n.e. «
458 p.n.e. »
457 p.n.e. »
456 p.n.e. »
455 p.n.e. »
454 p.n.e. »
448 p.n.e.

## Wydarzenia
- Rzymianie obwołali dyktatorem Lucjusza Kwinkcjusza Cincinnatusa, by dowodził wojskami podczas wojny z ludem Ekwów; po wykonaniu zadania Cincinnatus zrezygnował z urzędu.
- w Atenach Ajschylos wystawia trylogię Oresteja, w której skład wchodzą tragedie Agamemnon, Ofiarnice i Eumenidy (data sporna lub przybliżona)
- Ateńczycy zdobyli Eginę